# Fótios Grekós
Fótios Grekós (en grec Φώτιος Γραικός) est un homme politique grec.

## Biographie
Aux élections législatives grecques de janvier 2015, il est élu député au Parlement grec sur la liste d'Aube dorée dans la deuxième circonscription de Thessalonique.